# Engel (chanson)
Pour les articles homonymes, voir Engel.
Pistes de Sehnsucht
Sehnsucht Tier
Engel (Ange en allemand), est un single de Rammstein qui a servi à promouvoir l'album Sehnsucht ; Christiane "Bobo" Hebold (en) y chante en tant qu'invité, marquant la première apparition d'un artiste invité chez Rammstein.
Une particularité de la chanson est la présence de sifflements, une première dans la musique de Rammstein.

## Performances scéniques
Sur le DVD/VHS Live aus Berlin, enregistré lors du Sehnsucht Tour, Christiane "Bobo" Hebold est invitée à chanter sur scène. Au début de la chanson, la chanteuse est enfermée dans une cage, elle-même recouverte d'un drap blanc. Peu après l'apparition de la cage face au public, le drap disparaît en prenant feu, dévoilant la chanteuse au public.
Durant le pont de la chanson, les baguettes du batteur Christoph Schneider lancent des étincelles.
Lors du Liebe Ist Für Alle Da Tour et du Made in Germany Tour, Till Lindemann monte sur scène équipé d'ailes en métal qui, aux extrémités, permettent de sortir de grandes flammes. De nombreux jets de flammes sur scène accompagnent le show ailé.

## Pistes
1. Engel - 4:23
2. Sehnsucht - 4:02
3. Rammstein (Eskimos & Egypt Radio Edit) - 3:40
4. Rammstein (Eskimos & Egypt Instrumental Edit) - 3:32
5. Rammstein (Original) - 4:25